# 黒海ソビエト共和国

黒海ソビエト共和国
Черноморская Советская Республика

黒海ソビエト共和国（こっかいソビエトきょうわこく）は、ロシア・ソビエト連邦社会主義共和国の共和国。ブレスト＝リトフスク条約締結直後にボリシェヴィキが占領し、1918年3月に建国された。ロシア帝国時代の黒海県の領域、現在のクラスノダール地方に存在した。首都はノヴォロシースク。
この共和国は1918年5月30日にはクバーニ・ソビエト共和国と合邦し、クバーニ＝黒海ソビエト共和国となり、事実上解散することになった。